# I miei americani
«I miei americani» (укр. «Мої американці») — студійний альбом італійського співака та актора Адріано Челентано, що вийшов 1984 року під лейблом «Clan Celentano». Перший альбом співака виданий у 1985 році на CD.

## Складова
Аналогічно з попереднім альбомом Челентано «Deus» 1981 року ця платівка складалася з італомовних кавер-версій (триб'ют-альбом) до міжнародних хітів англомовних виконавців, таких як: «Boney M.», «The Beatles», Ненсі Сінатра, Рей Чарльз, «The Platters», Елвіс Преслі, Баррі Макгвайр, Білл Гейлі, Пол Анка тощо. Повна назва платівки вказувалася як «I miei americani (Tre Puntini)». Італійські слова «tre puntini», в перекладі означають — «три крапки». Аранжування до альбому створював Пінуччіо Піраццолі.
Випуску «I miei americani 2» посприяла любов Челентано до англомовних музикантів, хоча його назва вказується як «Мої американці», у альбомі присутні хіти й британських та європейських виконавців, які не мають відношення до американської тематики. Зокрема, «Michelle» є хітом «The Beatles», а «Susanna», яка як найкраща пісня альбому вийшла у вигляді синглу для його просування — була ремейком сучасної пісні голландського гурту «VOF de Kunst» («The Art Company»). Челентано виправдовував таку складову альбому, що суперечила його назві, зокрема «Michelle» (присвяченої перш за все французькій дівчині), вказуючи, що термін «американці» використовувався як приналежність до певного міфу чи музичної традиції, незалежно від походження пісні.
Решта пісень альбому являє собою збірку пісень із класики соул-року та ритм-енд-блюзу, яка увійшла в історію світової музики. Майже всі пісні записані зі зміною аранжування й перекладені з англійської на італійську максимально наближено до оригіналу, за винятком «Bisogna far qualcosa» («Треба щось робити»), у якій висвітлюються соціальні проблеми, і «Maledetta televisione» («Прокляте телебачення»), що розповідає про «шкоду телебачення» (так зване «телевізійне сміття»), при цьому зберігається оригінальне слово «мама», яке є в композиції Елвіса Преслі.  Кавери до «Fumo negli occhi» («Дим в очі») виконувалися багатьма іншими виконавцями. «Sono un fallito» («Я — невдаха») і «Questo vecchio pazzo mondo» («Цей божевільний старий світ») були до цього записані раніше племінником Челентано, Джино Сантерколе, в кінці першої пісні присутній фрагмент з його виконанням. У «Sei nel mio destino» («Ти в моїй долі») назва співається англійською, що більш відповідало метриці пісні.

## Комерційний успіх
«I miei americani» був одним із бестселерів для Челентано протягом двох років, і в певному сенсі став одним із найважливіших альбомів у його кар'єрі. З виходом альбому, для Челентано, який на середину 1980-х років відійшов від виступів на живих концертах й його кінокар'єра йшла на спад, розпочався період збільшення популярності який для нього включав в себе серію успішних телевізійних і звукозаписних сезонів. «I miei americani» посів 1 сходинку в італійському чарті «Топ-100» найкращих альбомів 1985 року й отримав подвійну платинову сертифікацію, його наклад склав 1 000 000 копій. У зв'язку з успіхом цієї платівки, у 1986 році Челентано випустив тематично-аналогічний альбом — «I miei americani 2».

## Просування
Для просування альбому, Челентано виконував пісні з нього на одній із тогочасних найпопулярніших телепередач — «Fantastico» 5-го сезону (1984).

## Використання
Деякі пісні альбому Челентано виконував у різних заходах. Пісня «Fumo negli occhi» виконувалася у фільмі за участю Челентано «Він гірший за мене» (1984). Пісня «Susanna» виконувалася на концерті в Москві в 1987 році. Востаннє це пісня виконувалася Челентано наживо на благодійному концерті присвяченому хворим дітям 27 вересня 1995 року в французькому містечку Лурд. Пісню «Questo vecchio pazzo mondo» Челентано виконував у дуеті зі співаком Лучано Ліґабуе на телешоу «Francamente me ne infischio» у жовтні 1999 року та «Adrian Live — Questa è la storia...» 2019 року.

## Список композицій
LP
Сторона «А»
| #  | Назва                                                    | Автор                                                      | Виконавець оригіналу | Тривалість |
| -- | -------------------------------------------------------- | ---------------------------------------------------------- | -------------------- | ---------- |
| 1. | «Il contadino» (Hold on I'm coming)                      | Девід Портер, Мікі Дель Прете                              | Boney M.             | 4:08       |
| 2. | «Michelle» (Michelle)                                    | Джон Леннон, Пол Маккартні, Феліче Піккарреда, Рікі Джанко | The Beatles          | 3:10       |
| 3. | «Bisogna far qualcosa» (These boots are made for walkin) | Крістіано Мінеллоно, Лі Хезлвуд                            | Ненсі Сінатра        | 3:25       |
| 4. | «Sono un fallito» (Busted)                               | Гарлан Говард, Дон Бакі, Мікі Дель Прете                   | Рей Чарльз           | 3:18       |
| 5. | «Fumo negli occhi» (Smoke Gets in Your Eyes)             | Джером Керн, Могол                                         | The Platters         | 2:52       |
| 6. | «Maledetta televisione» (That's alright mama)            | Артур Крудап, Крістіано Мінеллоно                          | Елвіс Преслі         | 2:27       |

Сторона «Б»
| #     | Назва                                             | Автор                                                       | Виконавець оригіналу | Тривалість |
| ----- | ------------------------------------------------- | ----------------------------------------------------------- | -------------------- | ---------- |
| 7.    | «Susanna» (Susanna)                               | Ферді Лансе, Каролін Богман, Мікі Дель Прете, Серджо Капуто | The Art Company      | 4:45       |
| 8.    | «Questo vecchio pazzo mondo» (Eve of destruction) | Філ Фліп Слоан, Лучано Беретта, Мікі Дель Прете, Могол      | Баррі Макгуайр       | 3:56       |
| 9.    | «Il cantante folle» (The Great Pretender)         | Бак Рем, Орнелла Феррарі                                    | The Platters         | 4:04       |
| 10.   | «Cara baby» (Happy baby)                          | Білл Гейлі, П'єр Франческо Пінджіторе, Крістіано Мінеллоно  | Білл Гейлі           | 2:43       |
| 11.   | «Sei nel mio destino» (You are my destiny)        | Пол Анка, Умберто Бертіні                                   | Пол Анка             | 2:27       |
| 38:17 |                                                   |                                                             |                      |            |

- Примітка: у дужках вказані назви оригінальних версій.

## Творча група
- Аранжування — Пінуччіо Піраццолі;
- Оформлення та дизайн — Studio Grafico CGD;
- Інженери — Ніно Джоріо, Паоло Боччі, Піно Вікарі;
- Музиканти — Альфредо Голіно, Леандро Гаетано, Джіджі Каппеллотто, Паоло Стеффан, Ронні Джексон;
- Фотограф — Сільвано Банфі;
- Продюсер — Мікі Дель Прете.

## Видання альбому
Спочатку альбом видавався на LP-платівках в Італії та Туреччині. «I miei americani» став першим альбомом Челентано, що вийшов на CD, це видання вийшло 1985 року у Німеччині. Починаючи з 1985 року, альбом видавався лише на CD.
| Назва                                                      | Лейбл                          | Маркування         | Країна    | Рік  |
| ---------------------------------------------------------- | ------------------------------ | ------------------ | --------- | ---- |
| I Miei Americani (Tre Puntini) (LP, Album)                 | Clan Celentano                 | CLN 20445          | Італія    | 1984 |
| I Miei Americani (Tre Puntini) (Cass, Album)               | CGS                            | F 5176             | Італія    | 1984 |
| I Miei Americani (Tre Puntini) (Cass, Album)               | Clan Celentano                 | 30 CLN 20445       | Італія    | 1984 |
| I Miei Americani (Tre Puntini) (LP, Album)                 | Clan Celentano                 | CLN 20445          | Туреччина | 1984 |
| I Miei Americani (Tre Puntini) (CD, Album)                 | Clan Celentano                 | CDS 6017           | Німеччина | 1985 |
| I Miei Americani (Tre Puntini) (CD, Album)                 | Clan Celentano                 | CDS 6017           | Італія    | 1988 |
| I Miei Americani (CD, Album)                               | Clan Celentano                 | 74321314192        | Італія    | 1995 |
| I Miei Americani (Tre Puntini) (CD, Album, RE)             | Clan Celentano                 | SP 60982           | Італія    | 1996 |
| I Miei Americani (Tre Puntini) (CD, Album, RE)             | Clan Celentano, Clan Celentano | CLN 20312, 4971602 | Італія    | 2002 |
| I Miei Americani (Tre Puntini) (CD, Album, RE, Unofficial) | Clan Celentano (2)             | 2292 44262-2       | Росія     | 2002 |
| I Miei Americani (Tre Puntini) (CD, Album, RE, RM)         | Clan Celentano                 | CLN 2096           | Італія    | 2011 |
| I Miei Americani (Tre Puntini) (CD, Album, RE)             | Universal                      | 3259130004540      | Європа    | 2012 |
| I Miei Americani (Tre Puntini) (CD, Album, RE, RM)         | Universal Music Russia         | 4605026711372      | Росія     | 2012 |

## Сингли з альбому
Чотири пісні як сингли виходили в Італії на LP у 45 обертів — «Susanna», «Il Cantante Folle», «Il Contadino» і «Fumo Negli Occhi».
| Назва                                                             | Лейбл          | Маркування | Країна | Рік  |
| ----------------------------------------------------------------- | -------------- | ---------- | ------ | ---- |
| Susanna (Susanna)/Il Cantante Folle (The Great Pretender) (12")   | Clan Celentano | CLN 23001  | Італія | 1984 |
| Susanna (Susanna)/Il Contadino (Hold On I'm Coming) (7", Jukebox) | Clan Celentano | YD 685     | Італія | 1984 |
| Fumo Negli Occhi/Chiudi La Porta (7", Jukebox)                    | Clan Celentano | YD 687     | Італія | 1985 |

## Факти
- Пісню «Susanna» наспівував та замовляв п'ять разів у ресторані персонаж актора Олександра Панкратова-Чорного — «Гєна» у радянській кінокомедії «Де міститься нофелет?» (1987). Окрім цього, існує версія пісні «Susanna», виконана співаком та піснярем Франческо Габбані в альбомі «Magellano» під назвою «Susanna, Susanna».